# Estíbaliz Gabilondo
Estíbaliz Gabilondo Cuéllar (San Sebastián, 16 novembre 1976) è un'attrice spagnola.
È la nipote del ministro della Pubblica Istruzione Ángel Gabilondo, e del giornalista Iñaki Gabilondo.
Ha studiato comunicazione audiovisiva all'Università di Navarra e arte drammatica a Madrid nel Laboratorio de Teatro William Layton.

## Filmografia
- Mano a mano, di Ignacio Tatay. (2007)
- Estrellas que alcanzar, di Mikel Rueda. (2009)
- Casual Day, di Max Lemcke. (2007)
- Traumalogía, di Daniel Sánchez Arévalo (2007)
- Locos por el sexo, di Javier Rebollo (2006)
- El Calentito, di Chus Gutiérrez (2005)
- Slam, di Miguel Martí (2003)

## Televisione
- Alfonso, el príncipe maldito, Telecinco, (2010)
- Estados Alterados Maitena, La Sexta, (2009)
- Malas Compañías, La Sexta (2009)
- Caiga quien caiga, laSexta, Cuatro (2008)[1]
- Amar en tiempos revueltos, La 1 (2007-2008)
- A tortas con la vida, Antena 3 (2005)
- Paco y Veva, TVE-1 (2004).
- Hospital Central, Telecinco.
- Policías, Antena 3.
- Esto no es serio, ETB
- Kilker Dema, ETB